# Lê Cao Lãng
Lê Cao Lãng (chữ Hán: 黎高朗; ? - ?), tự Lệnh Phủ (令甫), hiệu Viên Trai (圓齋); là một danh sĩ đời Gia Long trong lịch sử Việt Nam.

## Hành trạng
Về tên ông, theo nghiên cứu của Trần Văn Giáp, có thể khẳng định các tên: Lê Cao Lãng, Cao Lãng (高朗), Ngô Cao Lãng (吳高朗) và Cao Viên Trai (高圓齋) chỉ là một người .
Lê Cao Lãng là người làng Nguyệt Viên, huyện Hoằng Hóa, tỉnh Thanh Hóa. Ông thi đỗ năm nào không rõ, chỉ biết theo Nguyệt Viên Lê tộc thế phả, ông từng dạy học ở Sơn Tây vào đầu đời Gia Long, sau khai họ Ngô  để tiện làm "phụ thí"  ở trường thi Sơn Tây. Về sau, ông được bổ làm Tri phủ Hoài Đức thuộc Hà Nội.
Năm 1841, vua Thiệu Trị hạ chiếu cầu di thư, Lê Cao Lãng bèn hiến 4 tập sách "Cố Lê sự tích" lên cho triều đình.
Lê Cao Lãng mất năm nào không rõ.

## Tác phẩm
Ngoài vai trò là một viên quan cai trị, Lê Cao Lãng còn là nhà văn, nhà nghiên cứu văn hóa nổi tiếng đương thời . Tác phẩm của ông hiện còn: 
- Lịch triều tạp kỷ
- Viên Trai thi tập
- Viên Trai văn tập
- Thanh Hóa dư đồ sự tích ký
- Quốc triều xử trí Vạn Tượng sự nghi lục
- Thanh Hóa dư đồ sự tích ký
- Thanh Hóa tỉnh cương giới phân hợp danh hiệu diên cách tịnh sơn xuyên cảnh thắng tập ký
- Lê triều lịch khoa tiến sĩ đề danh bi ký,...

Tất cả đều là những sách quý trong kho tàng văn hóa dân tộc Việt.

## Vinh danh
Ghi nhận công lao Lê Cao Lãng, ở quận Tân Phú thuộc Thành phố Hồ Chí Minh có con đường mang tên ông.